# Aderj
Aderj ou El Adrej est un toponyme amazigh et désigne un promontoire rocheux qui surplombe le vallon de Tamast et Mediouna. Ce petit village, situé presque à l'extrême nord de la chaine du Moyen Atlas, est une circonscription rurale relevant de la province de Séfrou, région Fès-Meknès du Maroc.
Le village est relié à Ighazran par la route provinciale RP5016.
Les habitants d'Aderj originellement amazigh, appelés les Ait Alaham, se répartissent sur 3 aires géographiques : Dir, El Oued, Tafajight.